# Adejeania wygodzinskyi
Adejeania wygodzinskyi là một loài ruồi trong họ Tachinidae.